# Органичен памук
Органичният памук обикновено се дефинира като памук, който се отглежда биологично в субтропични страни като Индия, Турция, Китай и части от САЩ от негенетично модифицирани растения и без използването на каквито и да било синтетични селскостопански химикали като торове или пестициди освен разрешените от сертифицираното биологично етикетиране.
Производството му трябва да насърчава и подобрява биоразнообразието и биологичните цикли. В Съединените щати памуковите насаждения трябва също да отговарят на изискванията, наложени от Националната биологична програма от Министерство на земеделието на САЩ, за да се считат за органични. Тази институция определя разрешените практики за контрол на вредителите, отглеждане, торене и обработка на биологични култури.

## Ползи от отглеждането на органичен памук
Използвайки естествени торове вместо токсични, производството на органичен памук създава много по-малко емисии на парникови газове. Освен че е по-добър за планетата, той е по-добър за фермерите, запазвайки плодородността на почвата. Системите за биологично производство се фокусират върху грижата за почвите и изграждането на биологично разнообразно земеделие.
Почвата без пестициди изисква по-малко вода, както и семената без ГМО. В допълнение, повечето органичен памук се отглежда в малки ферми, които са способни да се захранят само от естествените дъждове. Всичко това означава, че органичният памук използва приблизително 90 процента по-млако “синя” вода от конвенционалния.